# Искровская волость

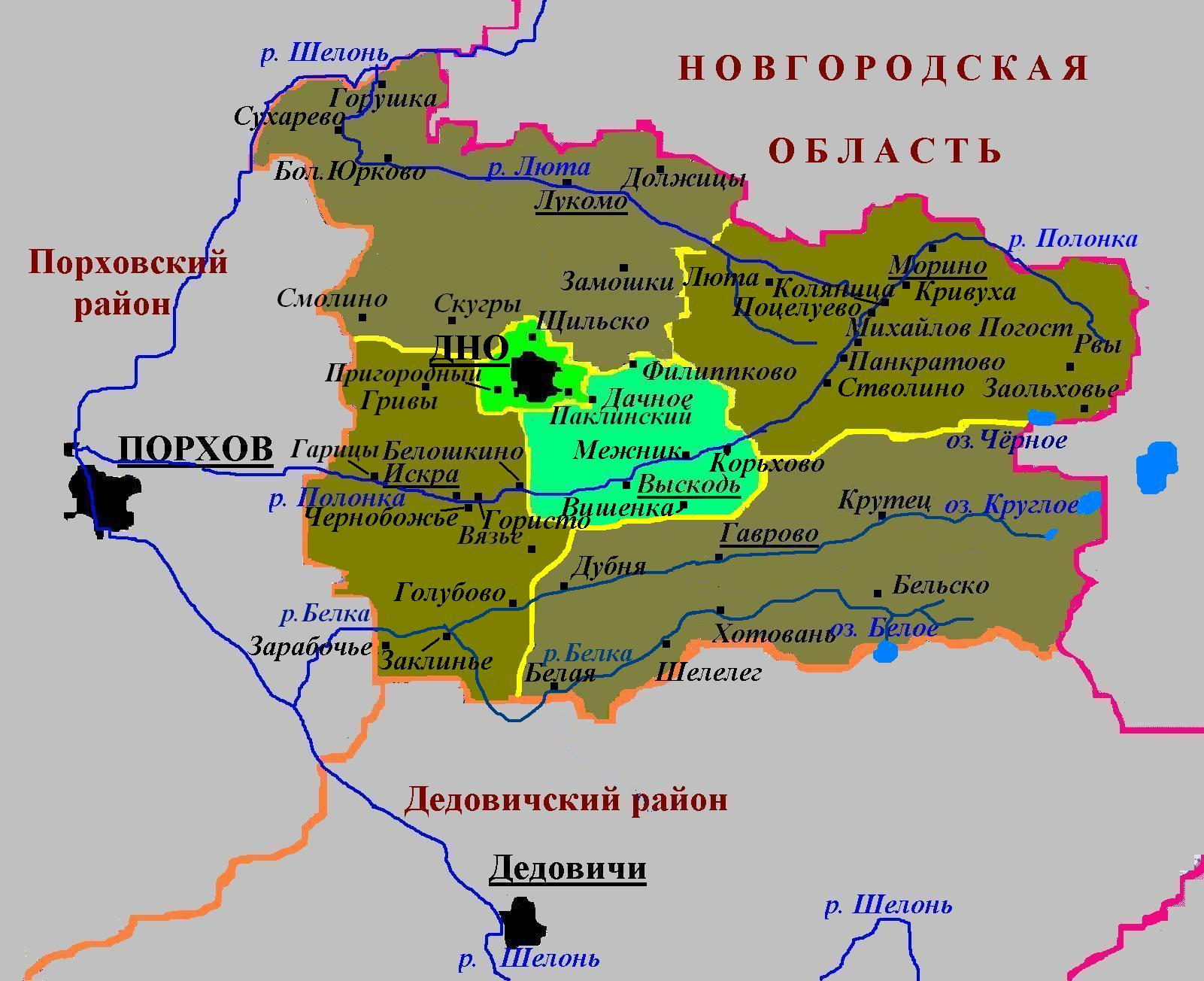
Административное деление Дновского района в 2006—2015 годах

Искровская волость — административно-территориальная единица 3-го уровня и муниципальное образование со статусом сельского поселения в Дновском районе Псковской области России.
Административный центр — деревня Искра.

## География
Территория волости находится на северо-западе с городским поселением Дно, на севере и северо-востоке — с Выскодской волостью Дновского района, на юге — с Дедовичским районом, на западе — с Порховским районом.

## История
Территория волости в 1927 году вошла в Дновский район в виде ряда сельсоветов, в том числе Дубровского, Скугровского, Заклинского.
Указом Президиума Верховного Совета РСФСР от 16 июня 1954 года Дубровский и Скугровский сельсоветы были объединены в Должицкий сельсовет с центром в д. Искра; Глухогорушинский сельсовет был включён в Крутецкий сельсовет; Заклинский сельсовет был переименован в Голубовский сельсовет с центром в д. Заклинье.
Решением Псковского облисполкома от 23 апреля 1963 года Крутецкий сельсовет был переименован в Октябрьский сельсовет с центром в д. Гаврово.
Постановлением Псковского областного Собрания депутатов от 26 января 1995 года все сельсоветы в Псковской области были переименованы в волости, в том числе Голубовский и Должицкий сельсоветы были превращены в  Голубовскую  и Должицкую волости.
Законом Псковской области от 28 февраля 2005 года в границах Должицкой (д. Искра) и части Голубовской (д. Заклинье) волостей было образовано муниципальные образования Искровская волость со статусом сельского поселения с 1 января 2006 года в составе муниципального образования Дновский район со статусом муниципального района.  Административным центром волости определена деревня Искра.
С января 2006 до марта 2015 года в состав Искровской волости входили 32 деревни: Бабурино, Белошкино, Васьково, Верхоручье, Вороново, Вязовно, Вязье, Гарицы, Глазково, Голубово, Гористо, Гривы, Должицы, Дубенка, Дуброво, Заклинские Горки, Заклинье, Заполье, Зарабочье, Искра, Калиновка, Карзово, Лысово, Мочилки, Пески, Пневно, Ручьи, Старый Остров, Твердилово, Телепнево, Чернобожье, Щиленка.			
Согласно Закону Псковской области от 30 марта 2015 года № 1508-ОЗ «О преобразовании муниципальных образований» в Искровскую волость  была включена упраздненная Гавровская волость.

## Население
| 2010  | 2012  | 2013  | 2014  | 2015 | 2016  | 2017  |
| ----- | ----- | ----- | ----- | ---- | ----- | ----- |
| 934   | ↘903  | ↘885  | ↘871  | ↘863 | ↗1357 | ↘1323 |
| 2018  | 2019  | 2020  | 2021  |      |       |       |
| ↘1315 | ↘1270 | ↘1258 | ↘1001 |      |       |       |

## Состав
В состав волости с апреля 2015 года входят 64 деревни:
| №  | Населённый пункт | Тип населённого пункта          | Население |
| -- | ---------------- | ------------------------------- | --------- |
| 1  | Адеришено        | деревня                         | ↘7        |
| 2  | Бабурино         | деревня                         | →4        |
| 3  | Белая            | деревня                         | ↘157      |
| 4  | Белошкино        | деревня                         | ↘88       |
| 5  | Бельско          | деревня                         | ↘0        |
| 6  | Большой Луг      | деревня                         | ↘0        |
| 7  | Быково           | деревня                         | →6        |
| 8  | Васьково         | деревня                         | ↘3        |
| 9  | Верхоручье       | деревня                         | ↘3        |
| 10 | Вилошки          | деревня                         | ↘4        |
| 11 | Вороново         | деревня                         | →0        |
| 12 | Врево            | деревня                         | ↘6        |
| 13 | Вязовно          | деревня                         | ↘11       |
| 14 | Вязье            | деревня                         | ↘11       |
| 15 | Гаврово          | деревня                         | ↘177      |
| 16 | Гарицы           | деревня                         | ↘9        |
| 17 | Глазково         | деревня                         | ↘8        |
| 18 | Глухая Горушка   | деревня                         | →0        |
| 19 | Головино         | деревня                         | ↘11       |
| 20 | Голубово         | деревня                         | ↘30       |
| 21 | Гористо          | деревня                         | ↘10       |
| 22 | Городище         | деревня                         | ↘0        |
| 23 | Гривы            | деревня                         | ↘4        |
| 24 | Долгуша          | деревня                         | ↘8        |
| 25 | Должицы          | деревня                         | ↘13       |
| 26 | Дроздиха         | деревня                         | ↘0        |
| 27 | Дубенка          | деревня                         | ↘18       |
| 28 | Дубня            | деревня                         | ↘16       |
| 29 | Дуброво          | деревня                         | ↘17       |
| 30 | Житиницы         | деревня                         | ↘1        |
| 31 | Загузье          | деревня                         | ↘7        |
| 32 | Заклинские Горки | деревня                         | ↘4        |
| 33 | Заклинье         | деревня                         | ↘200      |
| 34 | Заполье          | деревня                         | ↘2        |
| 35 | Заполье          | деревня                         | ↘5        |
| 36 | Зарабочье        | деревня                         | ↗38       |
| 37 | Заячья Гора      | деревня                         | →2        |
| 38 | Искра            | деревня, административный центр | ↘374      |
| 39 | Калиновка        | деревня                         | →0        |
| 40 | Карзово          | деревня                         | ↗5        |
| 41 | Красный Бор      | деревня                         | ↗16       |
| 42 | Крутец           | деревня                         | ↘8        |
| 43 | Куровка          | деревня                         | →6        |
| 44 | Лысово           | деревня                         | ↘8        |
| 45 | Малый Луг        | деревня                         | ↗7        |
| 46 | Межничок         | деревня                         | ↘3        |
| 47 | Мочилки          | деревня                         | →4        |
| 48 | Овинна           | деревня                         | ↘2        |
| 49 | Осье             | деревня                         | ↘3        |
| 50 | Пески            | деревня                         | ↘0        |
| 51 | Пневно           | деревня                         | ↘5        |
| 52 | Речки            | деревня                         | ↘0        |
| 53 | Ручьи            | деревня                         | →0        |
| 54 | Селивановы Горки | деревня                         | ↘7        |
| 55 | Селище           | деревня                         | ↘9        |
| 56 | Симоново         | деревня                         | ↘11       |
| 57 | Старый Остров    | деревня                         | →0        |
| 58 | Твердилово       | деревня                         | ↘0        |
| 59 | Телепнево        | деревня                         | ↘0        |
| 60 | Хотовань         | деревня                         | ↘67       |
| 61 | Чернобожье       | деревня                         | ↘35       |
| 62 | Шелелег          | деревня                         | ↘25       |
| 63 | Щиленка          | деревня                         | ↗30       |
| 64 | Юково            | деревня                         | ↘6        |